# Abū l-Chattāb al-Maʿāfirī
Abū l-Chattāb ʿAbd al-Aʿlā ibn as-Samh al-Maʿāfirī (arabisch أبو الخطاب عبد الأعلى بن السمح المعافري, DMG Abū l-Ḫaṭṭāb ʿAbd al-Aʿlā b. as-Samaḥ al-Maʿāfirī; * vor 758; † 761 bei Tripolis) war ein Imam der Ibaditen im Maghreb.
Abu l-Chattab lebte zunächst in Basra, wurde aber von den Ibaditen zur Mission in den Maghreb entsandt. Vor allem in der Gegend von Tripolis im Dschabal Nafusa gewann er unter den Berbern viele Anhänger für die Lehre der Ibaditen. Von diesen wurde er auch zum Imam erwählt. Nachdem sich ihm weitere Stämme in Tripolitanien angeschlossen hatten, eroberte Abu l-Chattab 758 Kairuan und errang die Herrschaft über Ifrīqiya. In Kairuan setzte er den Perser Ibn Rustam als Statthalter ein (758–761).
Allerdings entsandten die Abbasiden bald Truppen aus Ägypten um Ifriqiya wieder unter ihre Kontrolle zu bekommen. Abu l-Chattab konnte diesen Truppen zwei Jahre Widerstand leisten, bevor er 761 bei Tripolis vernichtend geschlagen wurde und im Kampf den Tod fand. In der Schlacht sollen 14.000 seiner Anhänger gefallen sein. Nach dieser Niederlage konnte sich auch ʿAbd ar-Rahmān ibn Rustam nicht mehr als Statthalter in Kairuan behaupten und zog sich ins westliche Algerien zurück, wo er das Reich der Rustamiden von Tahert gründete (776–908).